# Кубок України з волейболу серед жінок 2015—2016
Кубок України з волейболу серед жінок у сезоні 2015/2016 завершився перемогою клуба «Хімік» (втретє поспіль).
Вирішальні матчі турніру проходили в спорткомплексі Южного (Одеська область). Найкращою волейболісткою турніру визнали Анастасію Чернуху («Хімік»).

## Півфінал
| Дата       | Час |                   | Рахунок |                            | Сет 1 | Сет 2 | Сет 3 | Сет 4 | Сет 5 | Всього | Звіт |
| ---------- | --- | ----------------- | ------- | -------------------------- | ----- | ----- | ----- | ----- | ----- | ------ | ---- |
| 23.12.2015 |     | «Орбіта-ЗТМК-ЗНУ» | 3–1     | «Галичанка-ТНЕУ-Вікнарьов» | 21–25 | 25–18 | 25–16 | 25–17 |       | 96–76  |      |

«Орбіта»: Ольга Кравченко, Юлія Герасимова, Анна Довгополюк, Юлія Яструб, Катерина Фролова, Ольга Скрипак (к); Наталія Дерюгіна (л), Наталія Кліменова (л), Олександра Биценко. Тренер — Ігор Філіштинський.
«Галичанка»: Марина Мельниченко, Ангеліна Дуб'янська, Діана Карпець, Анна Єфременко, Олена Туркула (к), Ганна Рева; Вероніка Дельрос (л), Оксана Мадзар, Тетяна Карпушина. Тренер — Андрій Романович.
| Дата       | Час |         | Рахунок |                  | Сет 1 | Сет 2 | Сет 3 | Сет 4 | Сет 5 | Всього | Звіт |
| ---------- | --- | ------- | ------- | ---------------- | ----- | ----- | ----- | ----- | ----- | ------ | ---- |
| 23.12.2015 |     | «Хімік» | 3–0     | «Сєвєродончанка» | 25–18 | 25–21 | 25–16 |       |       | 75–55  |      |

«Хімік»: Катерина Кальченко, Алла Політанська, Інна Молодцова, Анастасія Чернуха, Міна Томич, Тетяна Козлова (к); Аліна Степанчук (л), Кристина Нємцева, Катерина Сільченкова. Тренер — Сергій Голотов.
«Сєвєродончанка»: Інна Деніна, Таїсія Хорольська, Карина Юрченко, Світлана Дорсман, Ганна Лісєєнкова (к), Ольга Балабанова; Наталія Луханіна. Тренер — Гарій Єгіазаров.

## За третє місце
| Дата       | Час |                  | Рахунок |                            | Сет 1 | Сет 2 | Сет 3 | Сет 4 | Сет 5 | Всього | Звіт |
| ---------- | --- | ---------------- | ------- | -------------------------- | ----- | ----- | ----- | ----- | ----- | ------ | ---- |
| 24.12.2015 |     | «Сєвєродончанка» | 3–0     | «Галичанка-ТНЕУ-Вікнарьов» | 25–15 | 25–20 | 25–13 |       |       | 75–48  |      |

«Сєвєродончанка»: Карина Юрченко, Світлана Дорсман, Ганна Лісєєнкова (к), Таїсія Хорольська, Ольга Балабанова, Інна Деніна; Наталія Луханіна. Тренер — Гарій Єгіазаров.
«Галичанка»: Марина Мельниченко, Ангеліна Дуб'янська, Діана Карпець, Анна Єфременко, Олена Туркула (к), Оксана Мадзар; Вероніка Дельрос (л), Олена Стасівська, Тетяна Карпушина. Тренер — Андрій Романович.

## Фінал
| Дата       | Час |         | Рахунок |                   | Сет 1 | Сет 2 | Сет 3 | Сет 4 | Сет 5 | Всього | Звіт |
| ---------- | --- | ------- | ------- | ----------------- | ----- | ----- | ----- | ----- | ----- | ------ | ---- |
| 24.12.2015 |     | «Хімік» | 3–0     | «Орбіта-ЗТМК-ЗНУ» | 25–22 | 25–22 | 25–16 |       |       | 75–60  |      |

«Хімік»: Катерина Кальченко, Алла Політанська, Інна Молодцова, Анастасія Чернуха, Міна Томич, Тетяна Козлова (к); Аліна Степанчук (л), Кристина Нємцева. Тренер — Сергій Голотов.
«Орбіта»: Катерина Фролова, Юлія Герасимова, Ольга Кравченко, Юлія Яструб, Олександра Биценко, Ольга Скрипак (к); Наталія Дерюгіна (л), Анна Довгополюк, [[Пугач Ксенія Олександрівна|Ксенія Пугач]. Тренер — Ігор Філіштинський.